# Alfons II van Portugal
Alfons II (Coimbra, 23 april 1185 - aldaar, 25 maart 1223) was koning van Portugal van 1212 tot 1222.

## Levensloop
Alfons II van Portugal was de derde koning van Portugal, sinds het ontstaan van dit koninkrijk rond 1140. Hij was een zoon van Sancho I van Portugal en Dulce van Barcelona.
De eerste jaren van zijn regering werden gekenmerkt door conflicten met zijn zussen Teresa, Sancha en  Mafalda. Sancho I had in zijn testament kastelen, grond, en ander onroerend goed in het centrum van het land aan deze zussen nagelaten, onder meer in Montemor-o-Velho, Seia en Alenquer. Dit vormde een bedreiging voor het centrale gezag dat Alfons II voor ogen had. Hij liet daarop een deel van zijn familie opsluiten en verbannen.
In 1208 trouwde Alfons met Urraca van Castilië.
Alfons ligt samen met zijn vrouw Urraca begraven in het klooster van Alcobaça in Portugal.

## Ontwikkelingen onder Alfons II
Terwijl zijn vader, Sancho I, en zijn grootvader, Alfons I van Portugal, voornamelijk bezig waren geweest met het voeren van oorlog tegen het koninkrijk van Castilië en tegen de Moren, besteedde Alfons II meer aandacht aan de organisatie van het land, de overheidsadministratie en het centraliseren van zijn gezag.
Hij was de eerste Portugese koning die een wetgeving op papier liet zetten. De wetten gingen voornamelijk over het privébezit, over civiel recht en over het slaan van munten. Hij zond ambassadeurs uit naar andere Europese landen met het doel handelsverdragen te sluiten.
Om de paus een onafhankelijk Portugal te laten erkennen had Alfons I een grote hoeveelheid privileges af moeten staan aan de Kerk. Dit had ertoe geleid dat er eigenlijk een kerkelijke staat binnen de Portugese staat was ontstaan. Alfons II probeerde de macht van de geestelijkheid te beperken en een deel van de belastingen die door de Kerk werden geheven terug te laten vloeien in zaken die voor het land van belang waren.
Deze politiek zorgde ervoor dat er een serieus conflict tussen hem en de paus ontstond. Hij werd vervolgens door paus Honorius III geëxcommuniceerd. Hierna deed Alfons weliswaar toezeggingen aan de Kerk met het doel de excommunicatie ongedaan te maken, maar stierf voordat hij deze toezeggingen ook daadwerkelijk uitvoerde.

## Nageslacht
Met prinses Urraca van Castilië (1186-1220):
- Sancho (1209 - 1248), later koning Sancho II van Portugal
- Alfons (1210 - 1279), later koning Alfons III van Portugal
- Leonor (1211 - na 1231), gehuwd met Waldemar, oudste zoon van koning Waldemar II van Denemarken,
- Fernando, heer van Serpa (na 1217 - 1243).
- Vicente (1219).

## Voorouders
| Voorouders van Alfons II van Portugal (1185-1223) | Voorouders van Alfons II van Portugal (1185-1223)                   | Voorouders van Alfons II van Portugal (1185-1223)                   | Voorouders van Alfons II van Portugal (1185-1223)                                   | Voorouders van Alfons II van Portugal (1185-1223)                   |
| ------------------------------------------------- | ------------------------------------------------------------------- | ------------------------------------------------------------------- | ----------------------------------------------------------------------------------- | ------------------------------------------------------------------- |
| Overgrootouders                                   | Hendrik van Bourgondië (1066-1112) ∞ Theresia van León (1070-1132)  | Amadeus III van Savoye (1094-1148) ∞ Mathilde van Albon (-)         | Raymond Berengarius III van Barcelona (1082-1131) ∞ Dulcia van Provence (1090-1129) | Ramiro II van Aragón (1080-1147) ∞ Agnes van Poitou (1110-1157)     |
| Grootouders                                       | Alfons I van Portugal (1110-1185) ∞ Mathilde van Savoye (1121-1158) | Alfons I van Portugal (1110-1185) ∞ Mathilde van Savoye (1121-1158) | Ramon Berenguer IV (1113-1162) ∞ Petronella van Aragón (1135-1174)                  | Ramon Berenguer IV (1113-1162) ∞ Petronella van Aragón (1135-1174)  |
| Ouders                                            | Sancho I van Portugal (1154-1212) ∞ Dulce van Barcelona (1160-1198) | Sancho I van Portugal (1154-1212) ∞ Dulce van Barcelona (1160-1198) | Sancho I van Portugal (1154-1212) ∞ Dulce van Barcelona (1160-1198)                 | Sancho I van Portugal (1154-1212) ∞ Dulce van Barcelona (1160-1198) |

Met andere vrouwen:
- Juan Alfonso
- Pedro Alfonso